# Kjeld Jacobsen
Kjeld Jacobsen, född 11 november 1915 i Köpenhamn, död 6 juni 1970, var en dansk skådespelare. 
Jacobsen utbildades vid Privatteatrenes elevskole 1944–1946, och debuterade 1944 som Gamle i Nøddebo Præstegård. Han var från 1944 skådespelare vid de så kallade Alliancescenerne (Det Ny Teater och Folketeatret), frilansade därefter 1965–1967 och gick 1968 till Det Kongelige Teater.
Han spelade ofta officerare, sjömän och skurkar, både på scen och på film. En höjdpunkt är rollen som halliken Bill Walker i Major Barbara på Det Ny Teater. Han medverkade i ett fyrtiotal filmer och var även med i ett flertal radio- och tv-program.

## Filmografi (urval)
- 1945 – Den röda jorden
- 1951 – Kvinnan bakom allt
- 1957 – Ängel i svart
- 1958 – Kvinnlig spion 503
- 1961 – Lilla grevinnan
- 1964 – Två
- 1966 – Det var en gång ett krig